# SS-Ehrenring
SS-Ehrenring è il nome tedesco dell'anello d'onore delle SS, conosciuto anche come Totenkopfring o "anello con la testa di morto". Non era una decorazione ufficiale della Germania nazista, ma piuttosto un'onorificenza concessa personalmente dal Reichsführer-SS Heinrich Himmler.
L'anello sarebbe stato disegnato da Karl Maria Wiligut.

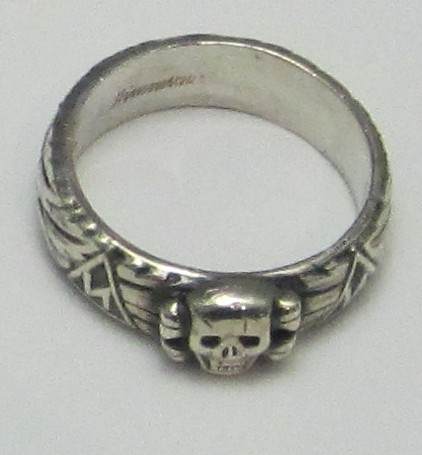
Ehrenring für SS-Angehörige (Nachbildung)

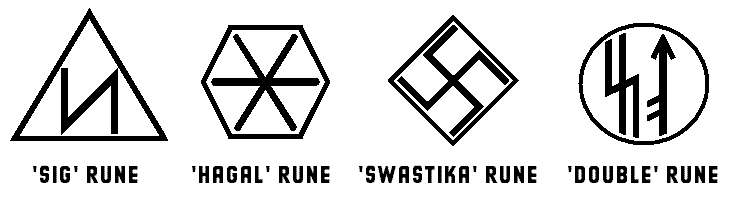
Le rune presenti sull'anello.

## Storia
L'anello fece la sua prima comparsa come omaggio personale di Himmler a una ristretta cerchia di collaboratori in occasione del Natale 1933. Successivamente l'omaggio venne esteso a chi poteva vantare un numero di tessera inferiore al 5 000. Venne poi esteso ulteriormente a tutti coloro che avevano frequentato con profitto il corso per dirigenti delle SS, SD e SIPO oppure una delle accademie militari delle SS. Era anche prevista la revoca, come conseguenza di violazioni al codice di condotta delle SS da parte del beneficiario.
Nell'ottobre del 1944, in conseguenza delle difficoltà economiche dovute alla guerra, la produzione dell'anello venne sospesa e mai più ripresa. Tramite gli archivi rinvenuti presso gli uffici SS di Berlino si è accertata la produzione di 14 732 anelli nel periodo compreso fra il 1936 e il 1944 su un ipotetico totale di circa 20 000 esemplari.
Nel marzo 1945 Himmler fece minare e saltare Wewelsburg e con esso le giacenze di anelli così come gli anelli di assegnatari morti che, come regola non sempre seguita, dovevano essere restituiti e tenuti a Wewelsburg come memoria dei caduti.
Alla data di gennaio 1945, il 64% dei 14 500 anelli prodotti era stato restituito.
A guerra conclusa alcuni hanno ipotizzato che circa 3 500 anelli siano sopravvissuti agli eventi bellici rendendoli ricercati dai collezionisti e quindi anche soggetti a diffusa falsificazione.

## Disegno
Il disegno runico dell'anello riflette l'interesse di Himmler per la mitologia germanica.
La testa di morto o Totenkopf era il simbolo tradizionale delle SS, preso da altre unità militari tedesche e prussiane del passato, ma aveva anche un preciso significato presso le SS, così come lo stesso Himmler ebbe modo di esprimere nella lettera che accompagnava l'anello: «Il Totenkopf è per ricordare di essere pronti in ogni momento a dare la propria vita per la vita dell'intera organizzazione.»
Le due rune rappresentanti due fulmini sono in realtà una variazione della runa Sig apportata dalle SS e simboleggiano la vittoria, mentre le rune di Hagall rappresentano fede e cameratismo.
La svastica era originariamente simbolo di luce e speranza. Tuttavia per le SS stava soprattutto a significare la potenza della razza ariana.
La singola runa Sig, che simboleggiava originariamente il potere del sole e l'energia conquistatrice, ricevette, come già notato per la doppia runa Sig, il nuovo significato di vittoria, che in tedesco si scrive Sieg e si pronuncia "sig".
Sulla parte interna dell'anello veniva inciso Slb. per Seinem Lieben (al nostro caro) seguito dal solo cognome dell'assegnatario, dalla data e da un facsimile della firma di Himmler. L'anello veniva consegnato con un astuccio sul cui coperchio erano impresse le doppie rune Sig delle SS.